# Муилрей
Муилрей (/mwiːlˈreɪ/, от ирл. Cnoc Maol Réidh, что означает «гладкий лысый холм») — гора в графстве Мейо, Ирландия. При высоте в 814 метров это самая высокая точка в графстве Мейо, самая высокая точка в провинции Коннахта и 34-я по высоте точка Ирландии. С горы открывается вид на бухту Киллари.
Муилрей — гора с видом на побережье Атлантического океана, и в таких погодных условиях может измениться очень быстро, что создаёт особые проблемы для неопытных или имеющих ограниченные возможности навигации альпинистов.